# Бодомзор (станція метро)
41°20′46″ пн. ш. 69°17′09″ сх. д. / 41.34611° пн. ш. 69.28583° сх. д.
«Бодомзор» (узб. Bodomzor — фісташковий гай) — станція Юнусободської лінії Ташкентського метрополітену.
Розташована поруч з Республіканським торгово-виставковим комплексом «Узекспоцентр» (колишній ВДНГ) і «Ташкентлендом» (колишній парк «Перемоги») на  між станціями «Шахристан» і «Мінор». Введена в експлуатацію 26 жовтня 2001 у складі першої  черги Юнусободської лінії.
Станція — односклепінна мілкого закладення з двома підземними вестибюлями. Стилізований образ фісташки домінує в оздобленні станції.

## Ресурси Інтернету
- Юнусободська лінія [Архівовано 30 липня 2014 у Wayback Machine.](рос.)
- Бодомзор [Архівовано 30 липня 2014 у Wayback Machine.](рос.)